# Tendinose
 Mise en garde médicale
Une tendinose se différencie d'une tendinite en cela qu'elle est une affection chronique du tendon et non une inflammation post-traumatique. Cette pathologie fait partie des troubles musculosquelettiques.